# Ctenolita zernyi
Ctenolita zernyi is een vlinder uit de familie slakrupsvlinders (Limacodidae). De wetenschappelijke naam van deze soort is voor het eerst geldig gepubliceerd in 1949 door Hering.
De soort komt voor in tropisch Afrika.